# Netball

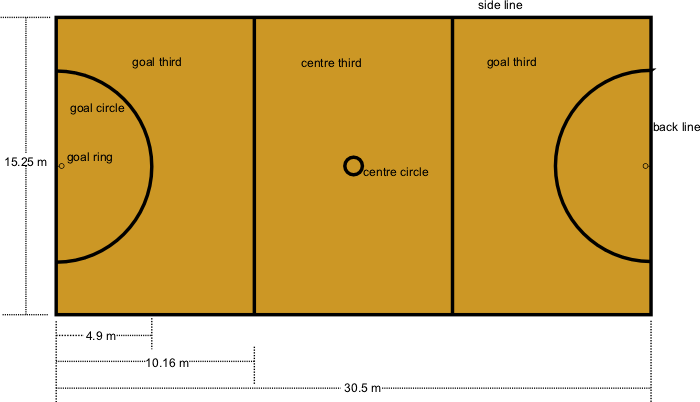
Diagram över en netballplan.

Nätboll eller netball (engelska: netball) är en lagsport med rötter från basket. Sporten, som är mycket lik basket i sig, grundades i USA, där den till en början kallades för "women's basketball" ("dambasket"). Netball är i dag en stor sport för såväl åskådare som deltagare i Australien, Nya Zeeland, Jamaica, Barbados, Sydafrika, Sri Lanka och Storbritannien.
Sveriges första netballklubb, Stockholm Netball Club, startades av en australiensiska i maj 2008 och var fram tills 2019 den enda netballklubben i Sverige. Ett år efter uppstart hade klubben ca 30 medlemmar bestående av både svenska och utländska spelare. Klubben har som mål att sprida sporten i Sverige. Numera finns även Lundabaserade klubben Skåne Netball Club och klubben Gothenburg Netball.

## Förklaring och regler
Precis som i basket spelas netball på en plan med poängringar i vardera ände och med en boll lik den som används i just basket (dock lättare, mjukare och för det mesta vit till färgen). Korgarna är även de mindre och i netball används inte någon målbräda. Planen är indelad i tre delar för att visa var varje spelare, i varje lag, får röra sig, samt två halvcirklar, målområden, inom vilka alla poäng måste göras.
Varje lag har sju spelare på planen (även om vissa tränings- och juniorvarianter bara använder sig av fem spelare per lag). Varje spelare bär en lapp, på fram- och baksidan av spelardräkten, som anger vilken position spelaren har genom en förkortning. Spelarna får endast befinna sig på specifika områden på planen. Om någon beträder ett förbjudet område, döms detta som offside. Positionerna beskrivs här nedanför:
| Netballpositioner | Netballpositioner  | Netballpositioner | Netballpositioner                                           |
| Positionsnamn     | Förkortning        | Motståndare       | Tillåtna områden                                            |
| ----------------- | ------------------ | ----------------- | ----------------------------------------------------------- |
| Målgörare         | GS (Goal Shooter)  | Målvakt           | Attackerande "goal third" (se illustration) och målområdet  |
| Målanfallare      | GA (Goal Attacker) | Målförsvarare     | Attackerande "goal third", målområde och "centre third"     |
| Vinganfallare     | WA (Wing Attacker) | Vingförsvarare    | Attackerande "goal third" och "centre third", ej målområdet |
| Center            | C (Centre)         | Center            | Överallt förutom målområdena                                |
| Vingförsvarare    | WD (Wing Defender) | Vinganfallare     | Försvarande "goal third" och "centre third", ej målområdet  |
| Målförsvarare     | GD (Goal Defender) | Målanfallare      | Försvarande "goal third", målområde och "centre third"      |
| Målvakt           | GK (Goal Keeper)   | Målgörare         | Försvarande "goal third" och målområdet                     |

Genom dessa kombinationer kan endast målanfallare och målgörare göra mål. En boll som passerar korgen, men som har kastats antingen utanför målområdet eller från en spelare som inte är GA eller GS, döms som "ej giltigt mål". Vidare måste en som skjuter (GA eller GS) avstå från att skjuta om laget har tilldömts bollen efter att motståndarlaget gjort sig skyldiga till felsteg, offside eller använt sig av målstolpen.
Netballspelare får inte ta mer än ett steg med bollen i hand. Det enda sättet för att driva en boll framåt i spel är via en passning. Bollen får inte hållas i längre än tre sekunder. Detta säkrar, tillsammans med spelarnas begränsade rörlighet, att hela laget ofta är involverade i spelet.

Försvarsspelet har sina restriktioner. Inte bara är kontakt otillåtet, utan spelarna måste även stå minst 90 centimeter ifrån spelaren med bollen, vilket leder till att hård, fysisk kontakt är sällsynt. Om kontakt uppstår, döms frikast till den berörda och motspelaren måste ställa sig utanför spel tills bollen är i spel igen.
En match är uppdelad i fyra delar, på 15 minuter vardera, med tre minuters paus mellan första och andra, samt tredje och fjärde fjärdedel. Vid halvlek befinner sig en paus på fem minuter. Om en spelare skadar sig, ropar en spelare eller domare till personen ansvarig för tiden att klockan ska stannas. Klockan startar igen när spelaren har bytts ut eller kan spela igen.

### Planens dimensioner
En netballplan är något större än en basketplan. Den är 30,5 meter lång och 15,25 meter bred. De långa sidorna kallas för sidolinjer ("Side Lines"), medan de korta kallas för mållinjer ("Goal Lines"). Planen är indelad i tre lika stora delar. En cirkel på 90 centimeter i diameter är placerad i mitten av planen. Vid varje mållinje finns det en halvcirkel på 4,9 meter i radie, kallad målcirkel ("Goal Circle"). Linjerna som markerar banan är 50 millimeter breda. Målstolparna är 3,05 meter höga och målkorgarnas ringar har en inre diameter på 380 millimeter, är gjorda av 15 millimeter stål och är placerade 150 millimeter från målstolpen. Den fria ytan runt spelplanen ska vara minst 37,9 meter långt och 22,65 meter brett.

### Spelets start
När en fjärdedel påbörjas, eller efter att ett mål har lagts, skall en pass utföras från mittcirkeln. Dessa passar alternerar mellan lagen, oavsett vem som lade det senaste målet. Passen utförs av Centern, som måste ha minst en fot i mittcirkeln. När ett spel startar om tillåts endast lagens centerspelare i mittersta tredjedelen ("centre third"). När domaren blåser i visselpipan, rör sig alla förutom målvakterna till mittersta tredjedelen för att ta emot passen. Om bollen inte tas emot, får motståndarlaget en "fripass" därifrån passen landade. Om bollen lämnar planen, får motståndarlaget passa in bollen i spel igen från planens kantlinje.

## Historia
Netball är en sport med rötter från basket, vilket förklarar varför reglerna är så lika. När James Naismith undervisade sina elever i basket 1891 vid School for Christian Workers (senare kallat YMCA), började flera av de kvinnliga lärarna bli nyfikna på sporten och utformade en egen variant, tillämpad för kvinnor. På grund av deras begränsande klädsel vid denna tid, hindrades de från att utföra dribblingar och löpningar och spelet utformades efter dessa restriktioner. Den första matchen spelas 1892 vid Smith College, under lärarinna Senda Berendsen. Kvinnornas basket hade fötts. År 1895 publicerade Clara Gregory Baer för första gånger regler för kvinnornas basket.
Netball spelades för första gången i England 1895 efter att Martina Bergman-Österberg, en rektor vid en engelsk kvinno-idrotts-högskola som rekryterats från gymnastika centralinstitutet, hade besökt USA och tagit med sig kvinnornas basket, med vissa egna ändringar, till sitt Österberg's Physical Training College. Spelet spred sig snabbt inom Samväldet, men hade inte ännu några strikta regler. Regleringarna var så lösa att lagen kunde bestå av allt från fem till nio spelare åt gången på plan. Näten på korgarna var också ineffektiva, då de var slutna vid dess nedre ände. Så efter varje mål var domaren tvungen att hämta tillbaka bollen uppe vid målstolpens topp. 
Under 1800-talet fanns flera parallella regelsystem för netball, förutom Berendsen och Österberg hade Clara Gregory Baer skapat regler, såsom att dela upp planen i samma antal zoner som spelare. Naismith's chef Luther Gulick satte ihop en grupp kvinnor, ledda av Berendsen, för att sammanställa officiella netball-regler. År 1901 ratificerades dessa regler och netball blev en tävlingssport.
Strax därpå spred sig netball över Australien och de dåvarande brittiska kolonierna Jamaica och Antigua. Spelets förbättrades en 60 år senare genom att the International Federation of Women's Basketball and Netball grundades – en internationell organisation bestående av netballrepresentatörer från Storbritannien, Nya Zeeland, Australia, Sydafrika och Västindien. Det första världsmästerskapet hölls år 1963 i Eastbourne, England, och hålls sedan dess var fjärde år. Australien har visat på stora framgångar genom åren, genom att vinna över 11 andra lag 1971, 1975, 1979, 1983, 1991, 1995 och 1999. Det var inte förrän 2003 som Nya Zeeland slutligen bröt mönstret och tog hem guldet. Till en början var det sagt att Fiji skulle stå som värd för Världsmästerskapen i Netball i juli 2007, men ströks efter statskuppen i december 2006.
Netball är än i dag en väldigt populär sport i flera av de före detta brittiska kolonierna. Faktum är att 10 000 uppskattningsvis spelar netball i Jamaica och att det fortfarande är den största kvinnliga sportutövningen där. Antigua och Barbuda är också väldigt aktiva inom sporten, där endast cricket dominerar netball. Bland några av de andra före detta kolonierna som utövar sporten finns Malawi.

## Andra variationer

### Nätboll inomhus
Inomhusnätboll är en variant av nätboll som uteslutande spelas inomhus. Spelytan är ofta omgiven av nät på båda sidor och ovanpå den. Nätet hindrar bollen från att lämna planen, vilket möjliggör snabbare spel och färre avbrott.
Det finns olika typer av inomhusnätboll. I en version av "netball med sju spelare i varje lag" som kallas "active netball" spelar sju spelare i varje lag enligt de flesta standardregler, förutom att spelet är uppdelat i halvlekar på femton minuter med en paus på tre minuter. Denna version spelas i Australien, Nya Zeeland, Sydafrika, och England.

### Fast5
Fast5 (ursprungligen kallat Fastnet) är en variant av netball vars regler ändrades för att göra spelet snabbare och lättare att sända på TV. Netball World Series främjar denna variation för att öka sportens popularitet och locka fler åskådare och sponsorer. Spelet är mycket kortare, varje kvart varar bara sex minuter och pausen mellan kvartarna är bara två minuter. Tränarna får ge instruktioner från sidlinjen under matchen och obegränsade byten är tillåtna. Precis som i netball med sex spelare i ett lag kan anfallande spelare göra tvåpoängsmål från utanför straffområdet. Varje lag kan separat utse en "förbättrad" period där varje mål som görs av det laget ger två poäng, där laget som släppte in målet gör mittpassningen.

### Walking netball
Walking netball är en långsammare version av netball, utformad för att locka äldre eller mindre vältränade spelare till spelet. Reglerna förbjuder löpning och hopp, men tillåter dig att ta ett extra steg med bollen och hålla bollen i 4 sekunder istället för 3 sekunder.

## Varianter för barn
I Australien kan unga netballspelare lära sig grunderna i spelet via FunNet (5-7 år), Netta (8-10 år) eller genom att gå Australiens kommande utbildning kallat Net Set Go.